# Cantonul Salers
Cantonul Salers este un canton din arondismentul Mauriac, departamentul Cantal, regiunea Auvergne, Franța.

## Comune
| Comune                  | Populație (1999) | Cod poștal | Cod INSEE |
| ----------------------- | ---------------- | ---------- | --------- |
| Anglards-de-Salers      | 755              | 15380      | 15006     |
| Le Falgoux              | 193              | 15380      | 15066     |
| Le Fau                  | 37               | 15140      | 15067     |
| Fontanges               | 241              | 15140      | 15070     |
| Saint-Bonnet-de-Salers  | 330              | 15140      | 15174     |
| Saint-Chamant           | 280              | 15140      | 15176     |
| Saint-Martin-Valmeroux  | 911              | 15140      | 15202     |
| Saint-Paul-de-Salers    | 147              | 15140      | 15205     |
| Saint-Projet-de-Salers  | 117              | 15140      | 15208     |
| Saint-Vincent-de-Salers | 108              | 15380      | 15218     |
| Salers                  | 401              | 15140      | 15219     |
| Le Vaulmier             | 87               | 15380      | 15249     |